# Rhampsinitus brevipes
Rhampsinitus brevipes is een hooiwagen uit de familie echte hooiwagens (Phalangiidae).